# Svarttjärnen (Viksjö socken, Ångermanland, 696855-158725)
Svarttjärnen är en sjö i Härnösands kommun i Ångermanland och ingår i Gådeåns huvudavrinningsområde.